# За социјалистичку Југославију
За социјалистичку Југославију су биле новине које су у Москви, у Совјетском Савезу, издавали југословенски информбировци у избеглиштву. Лист је почео да излази око 1949. године. За социјалистичку Југославију убрзо је преузео улогу главног органа информбировске емиграције од Нове борбе (из Прага). Сарадници су били Перо Попивода, Радоња Голубовић, Слободан Ћекић, Антон Рупник (члан Извршног комитета Светске федерације синдиката), Босиљка Маријановић (чланица Извршног одбора Међународне демократске федерације жена), Момчило Јешић, Виктор Видмар, Асим Алихоџић и Александар Опојевић.  